# Edmund Meisel
Edmund Meisel (ur. 14 sierpnia 1894 w Wiedniu, zm. 14 listopada 1930 w Berlinie) – kompozytor i dyrygent niemiecki.
Edmund Meisel od wczesnej młodości związany był z teatrem (do 1926 roku współpracował z Maxem Reinhartem). W 1925 roku rozpoczął pracę nad muzyką do filmu Siergieja Eisensteina "Pancernik Potiomkin". Napisał jeszcze tylko 6 partytur, gdyż nieoczekiwanie zmarł. W istocie jego muzyka nie jest znana, gdyż tworzył w czasach kina niemego, zaś jego partytury zaginęły. Głównie znane są z opisów i wspomnień (m.in. Hannsa Eislera - Composing for the Film, Londyn 1951). Alicja Helman w swojej książce "Na ścieżce dźwiękowej" tak podsumowuje jego twórczość: 
"W przeciwieństwie do innych kompozytorów, którzy nie zastanawiali się nad budową dzieła filmowego, jego językiem i specyfiką, Meisel próbował udowodnić swoimi eksperymentami, że montaż dobrego filmu opiera się na tych samych zasadach co architektonika dzieła muzycznego i prawa ich przebiegu w czasie są identyczne".
Według badaczy Meisel wyprzedzał epokę, będąc jednym z pierwszych twórców zdających sobie sprawę, że pisanie muzyki filmowej jest inne. Wymaga nieco innych środków, zaś przede wszystkim musi być związane mocno z ekranową rzeczywistością.

## Muzyka filmowa
- 1925 "Pancernik Potiomkin" (Bronosieniec Potiomkin, reż. Siergiej Eisenstein),
- 1926 "Der Heilige Berg" (reż. Arnold Fanck),
- 1926 "Überflüssige" (reż. Aleksandr Razumnyj),
- 1927 "Berlin, symfonia wielkiego miasta" (Berlin: Die Sinfonie der Großstadt, reż. Walter Ruttmann),
- 1928 "Październik" (Oktiabr, reż. Siergiej Eisenstein),
- 1929 "Der Rote Kreis" (reż. Frederic Zelnik),
- 1930 "Burza nad Mont Blanc" (Stürme über dem Mont Blanc, reż. Arnold Fanck), Meisel zmarł w trakcie realizacji – partyturę ukończył Paul Dessau.